# Atheris desaixi
Atheris desaixi este o specie de șerpi din genul Atheris, familia Viperidae, descrisă de Ashe 1968. Conform Catalogue of Life specia Atheris desaixi nu are subspecii cunoscute.